# The Late Bloomer
The Late Bloomer es una película cómica estadounidense de 2016 film dirigida por Kevin Pollak y escrita por Gary Rosen, Joe Nussbaum, Paul A. Kaplan & Mark Torgove y Kyle Cooper & Austyn Jeffs. Está basada en la novela autobiográfica del periodista Ken Baker Man Made: A Memoir of My Body. Cuenta con las actuaciones de Johnny Simmons, Maria Bello,  Brittany Snow, Jane Lynch,  J. K. Simmons, Kumail Nanjiani,  Beck Bennett y Paul Wesley.
Fue estrenada en el Festival de Cine de San Diego el 30 de septiembre de 2016. En general, la película no fue bien recibida por la crítica. The Hollywood Reporter en su reseña destacó que, mientras Johnny Simmons interpretó su papel a la perfección y actores secundarios como Jane Lynch, Laraine Newman, Illeana Douglas y Brian Doyle-Murray interpretaron de buena manera sus roles estereotípicos, reputados intérpretes como J.K. Simmons y Maria Bello parecían sobrecalificados para sus papeles.

## Sinopsis
El doctor Peter Newmans, un terapista sexual de 27 años, lleva una vida solitaria gracias a su incomprensible falta de deseo sexual. Está secretamente enamorado de su vecina Michelle, pero debido a su falta de apetito sexual no puede avanzar en una relación con ella. Tras sufrir fuertes dolores de cabeza y desmayarse en un partido de baloncesto, Peter se entera de que sufre de un tumor cerebral que no le permite desarrollar a plenitud sus órganos sexuales. Su tumor es removido en una sencilla operación y a partir de ese momento empieza a tener los clásicos síntomas de la pubertad: un deseo sexual desenfrenado, acné y problemas con sus padres.

## Reparto
- Johnny Simmons es Peter Newmans, terapista sexual.
- J. K. Simmons es James Newmans, padre de Peter.
- Maria Bello es Brenda Newmans, madre de Peter.
- Brittany Snow es Michelle, vecina de Peter.
- Jane Lynch es Caroline, jefa de Peter.
- Paul Wesley es Charlie.
- Beck Bennett es Luke, amigo de Peter.
- Kumail Nanjiani es Rich, otro amigo de Peter.
- Blake Cooper es Josh, niño amigo de Peter.
- Lenora Crichlow es Nikki.
- Ken Marino es el doctor Hanson.
- Illeana Douglas es Linda.
- Charlotte McKinney es una paciente.
- Vanessa Ragland es Jenny.
- Sam Robards es el doctor Lawson.